# DTR (groupe de musique)
Pour les articles homonymes, voir DTR.
DTR, stylisé D.T.R, est un groupe de heavy metal japonais. Il est formé en 1993 par Taiji Sawada, ex-bassiste de X Japan et Loudness. Le groupe se sépare en 1996, puis se reforme en 2006 et se sépare définitivement en 2009.

## Biographie
Le groupe est formé en 1993 sous le nom de Dirty Trashroad par Taiji Sawada après son départ de Loudness, et se compose officiellement de trois membres permanents : Mitsuo Takeuchi au chant, Taiji Sawada principalement à la basse et à la guitare sèche, et Taiji Fujimoto à la guitare,. Le groupe comptera deux autres membres, Toshihiko Okabe à la batterie et Tomoyuki Kuroda à la guitare, membres qui ne suivront pas l'intégralité du parcours du groupe.
Le groupe sort le 1er juillet 1994 son premier album Dirty Trash Road. Les chansons sont composées pour la plupart par Taiji, aidé par Mitsuo Takeuchi pour les paroles. Le groupe sort également pendant la même période Dirty Trash Road Acoustic reprenant quelques chansons du premier album et contenant quelques morceaux inédits, tous acoustiques et donc calmes. Il comprend aussi une reprise de Voiceless Screaming de X Japan, intitulée Voiceless. Deux artistes viennent en aide au groupe pour cet album, Ichiro à la guitare et Shigeo Komori au synthétiseur. Toujours en 1994, le groupe se renomme DTR, et sort un livre et une VHS de leur concert enregistré au Shibuya Kokaido le 12 septembre 1994, sintitulée Drive to Revolution. Le guitariste Tomoyuki Kuroda fera partie du live. Cependant, c'est après ce live que le batteur Toshihiko Okabe quitte DTR Le groupe continue son parcours, et publie son deuxième album studio, Daring Trival Roar, le 25 mai 1995. DTR sort son dernier album Drive to Revolution le 1er août 1996. Cet album est assez spécial car il ne regroupe que des remixes et des musiques dans leur versions live. Par la suite, le fan club de D.T.R annonce que Mitsuo Takeuchi souhaite quitter le groupe, et le groupe se sépare après cet ultime album.
Après 10 ans d'inactivité, DTR se reforme en 2006, et sort en 2007 un single du nom de Wisdom/Lucifer. Tous les albums de D.T.R sont nommés via ces trois lettres. Le groupe se sépare en 2009, à cause de divergences musicales et après le départ des membres sauf de Tomoyuki Kuroda et Taiji Sawada. Taiji Sawada, le fondateur, décède en 2011.

## Membres
- Taiji Sawada - basse (1993-2009, décédé en 2011)
- Tomoyuki Kuroda - guitare (1994-2009)
- Toshihiko Okabe - batterie
- Roger Takahashi - batterie (?-2009)
- Taiji Fujimoto - guitare (?-2009)
- Kenji Shimizu - claviers (?-2009)
- Mitsuo Takeuchi - chant (?-2009)

## Discographie

### Albums studio
- 1994 : Dirty Thrashroad
- 1994 : Dirty Thrashroad - Acoustic
- 1995 : Daring Trival Roar
- 1996 : Drive to Revolution

### Singles
- 1995 : Chain (Kizuna) / I Belive...
- 2007 : Wisdom / Lucifer

### Vidéo
- 1994 : Drive to Revolution